# کارلو کورنا
کارلو کورنا (به ایتالیایی: Carlo Corna) بازیکن فوتبال و اهل ایتالیا است که از سال ۱۹۱۱ میلادی عضو تیم ملی فوتبال ایتالیا بوده و در ۸ بازی ملی حضور داشته‌است. او در بازی‌های ملی‌اش گلی به ثمر نرساند.
کارلو کورنا آخرین بازی ملی خود را در سال ۱۹۱۵ میلادی انجام داد.